# Учкаин
Учкаин — посёлок в Красногвардейском районе Оренбургской области, входит в состав Нижнекристальского сельсовета.

## История
В 1959 г. указом Президиума Верховного Совета РСФСР поселок № 25 переименован в Учкаин.

## Население
| 2010 |
| ---- |
| 83   |